# Garencières
Garencières foi uma antiga comuna francesa na região administrativa da Normandia, no departamento de Eure. Estendia-se por uma área de 6,86 km². Em 2010 a comuna tinha 747 habitantes (densidade: 108,9 hab./km²).
Em 1 de janeiro de 2016, passou a formar parte da nova comuna de La Baronnie.